# Richard Adams (pêcheur)
Pour les articles homonymes, voir Richard Adams et Adams.
Richard Nelson Adams (Ristigouche-Partie-Sud-Est, 13 octobre 1910 - Matapédia, 3 mars 2006) était un guide de pêche au saumon sur la rivière Matapédia reconnu internationalement.

## Biographie
Richard Adams est né à Ristigouche-Partie-Sud-Est dans la vallée de la Matapédia le 13 octobre 1910. Il commença à guider des pêcheurs avec son père dès l'âge de 12 ans. Au fil des ans, il se tailla une réputation internationale guidant du simple citoyen aux plus grandes personnalités comme en 1980 où il guida l'ex-président des États-Unis, Jimmy Carter. 
Il a guidé jusqu'à l'âge de 94 ans, la preuve qu'il a aimé son travail et les rivières. La Corporation de gestion des rivières Matapédia et Patapédia a mis sur pied une fondation qui porte son nom  afin d'amasser des fonds pour financer des projets de recherche et de protection du saumon de l'Atlantique.
Richard Adams est décédé le 3 mars 2006 à Matapédia.